# Bahnradsport-Weltmeisterschaften 1997
Die Bahnradsport-Weltmeisterschaften 1997 fanden vom 27. bis 31. August 1997 im Midvale Speed Dome in Perth statt. Auf dem Programm standen zwölf Disziplinen, acht für Männer, vier für Frauen.
Von zwölf zu erringenden Goldmedaillen gewann die französische Mannschaft sechs, die australischen Gastgeber errangen nur eine.
Der italienische Bahnvierer konnte seinen Weltmeisterschaftstitel nur aufgrund eines Fehlers des Gegners verteidigen: Beim Finallauf hatte die ukrainische Mannschaft einen Kilometer vor dem Ziel einen Vorsprung von anderthalb Sekunden. Wenig später touchierten sich die Räder von zwei ukrainischen Fahrern, und alle vier Sportler stürzten. Der Radsport: „Stehende Ovationen des Publikums gab es für die unglücklichen Verlierer, bei denen auf der Ehrenrunde das Lächeln zurückkehrte.“

## Resultate Frauen
| Disziplin                | Platz | Land                   | Athlet                | Zeit                  |
| ------------------------ | ----- | ---------------------- | --------------------- | --------------------- |
| Sprint                   | 1     | Frankreich             | Félicia Ballanger     | 12,017 (1) 11,726 (2) |
|                          | 2     | Australien             | Michelle Ferris       |                       |
|                          | 3     | Russland               | Oxana Grischina       | 12,049 (1) 12,462 (2) |
| Zeitfahren (500 m)       | 1     | Frankreich             | Félicia Ballanger     | 34,681                |
|                          | 2     | Australien             | Michelle Ferris       | 35,719                |
|                          | 3     | Frankreich             | Magali Faure          | 35,898                |
| Einerverfolgung (3000 m) | 1     | Deutschland            | Judith Arndt          | 3.38,730              |
|                          | 2     | Russland               | Natalja Karimowa      | 3.40,090              |
|                          | 3     | Vereinigtes Konigreich | Yvonne McGregor       | 3.38,526              |
| Punktefahren             | 1     | Russland               | Natalja Karimowa      | 29 P.                 |
|                          | 2     | Spanien                | Teodora Ruano Sanchón | 29 P.                 |
|                          | 3     | Mexiko                 | Belem Guerrero        | 19 P.                 |

## Resultate Männer
| Disziplin                      | Platz | Land               | Athlet                                                                     | Zeit                  |
| ------------------------------ | ----- | ------------------ | -------------------------------------------------------------------------- | --------------------- |
| Sprint                         | 1     | Frankreich         | Florian Rousseau                                                           | 10,882 (1) 11,149 (2) |
|                                | 2     | Deutschland        | Jens Fiedler                                                               |                       |
|                                | 3     | Australien         | Darryn Hill                                                                | 10,991 (1) 10,927 (2) |
| Keirin                         | 1     | Frankreich         | Frédéric Magné                                                             |                       |
|                                | 2     | Sudafrika          | Jean-Pierre van Zyl                                                        |                       |
|                                | 3     | Vereinigte Staaten | Marty Nothstein                                                            |                       |
| Zeitfahren 1000 Meter          | 1     | Australien         | Shane Kelly                                                                | 1.03,156              |
|                                | 2     | Deutschland        | Sören Lausberg                                                             | 1.03,397              |
|                                | 3     | Deutschland        | Stefan Nimke                                                               | 1.03,470              |
| Olympischer Sprint             | 1     | Frankreich         | Vincent Le Quellec/Florian Rousseau/Arnaud Tournant                        | 44,926                |
|                                | 2     | Deutschland        | Sören Lausberg/Jan van Eijden/Eyk Pokorny                                  | 46,257                |
|                                | 3     | Australien         | Danny Day/Sean Eadie/Sean Kelly                                            | 46,268                |
| Einerverfolgung (4000 m)       | 1     | Frankreich         | Philippe Ermenault                                                         | 4.23,058              |
|                                | 2     | Russland           | Alexei Markow                                                              | 4.27,350              |
|                                | 3     | Italien            | Andrea Collinelli                                                          | 4.27,511              |
| Mannschaftsverfolgung (4000 m) | 1     | Italien            | Mario Benetton/Adler Capelli/ Cristiano Citton/Andrea Collinelli           | 4.10,225              |
|                                | 2     | Ukraine            | Oleksandr Symonenko/Oleksandr Fedenko/ Serhij Matwjejew/Oleksandr Klymenko | DNF (Sturz)           |
|                                | 3     | Frankreich         | Carlos Da Cruz/Philippe Ermenault/ Jérôme Neuville/Franck Perque           |                       |
| Punktefahren (50 km)           | 1     | Italien            | Silvio Martinello                                                          | 37 P.                 |
|                                | 2     | Schweiz            | Bruno Risi                                                                 | 16 P.                 |
|                                | 3     | Spanien            | Joan Llaneras                                                              | 15 P.                 |
| Zweier-Mannschaftsfahren       | 1     | Spanien            | Miguel Alzamora/Joan Llaneras                                              | 19 P.                 |
|                                | 2     | Italien            | Silvio Martinello/Marco Villa                                              | 13 P.                 |
|                                | 3     | Argentinien        | Gabriel Curuchet/Juan Curuchet                                             | 11 P.                 |

## Medaillenspiegel
| Rang | Land               | Gold | Silber | Bronze | Gesamt |
| ---- | ------------------ | ---- | ------ | ------ | ------ |
| 1    | Frankreich         | 6    |        | 2      | 8      |
| 2    | Italien            | 2    | 1      | 1      | 4      |
| 3    | Deutschland        | 1    | 3      | 1      | 5      |
| 4    | Australien         | 1    | 2      | 2      | 5      |
| 5    | Russland           | 1    | 2      | 1      | 4      |
| 6    | Spanien            | 1    | 1      | 1      | 3      |
| 7    | Südafrika          |      | 1      |        | 1      |
| 7    | Schweiz            |      | 1      |        | 1      |
| 7    | Ukraine            |      | 1      |        | 1      |
| 10   | Argentinien        |      |        | 1      | 1      |
| 10   | Mexiko             |      |        | 1      | 1      |
| 10   | Großbritannien     |      |        | 1      | 1      |
| 10   | Vereinigte Staaten |      |        | 1      | 1      |